# HGM-25A Titan I
Titan I var USA:s första interkontinentala ballistiska flerstegsrobot och den första raketen i Titan-serien.
Raketen bestod av två steg och drevs av RP-1 och flytande syre.